# La signora Paradiso
La signora Paradiso è un film del 1934 diretto da Enrico Guazzoni.